# الفائز أبي (برنامج)
الفائز أبي برنامج مسابقات عائلي يجمع بين الترفيه والمعرفة. هو النسخة العربية المصرية من البرنامج الأمريكي "My dad is better than your dad" («أبي أفضل بكثير من أبوك») الذي اخترعه مارك بارنت وتم عرضه على قناة أن بي سي عام 2008. انطلق في مصر في سبتمبر 2009 على القناة الأولى والفضائية في التليفزيون المصري وقدمه الإعلامي الشاب محمد القوصي. الجائزة المقدمة للفريق الفائز تبلغ أقصاها 50 ألف[ ؟ ] جنيه مصري. تم عرض موسمين منه وسجلت الحلقات في أستوديوهات القناة في مدينة الإنتاج الإعلامي بالقاهرة. حصل البرنامج على بعض الجوائز كالجائزة الذهبية في مهرجان القاهرة للإعلام العربي عام 2010.

## فكرة البرنامج
في كل حلقة أربعة فرق، كل واحد مؤلف من أب وأبن/أبنة (الذي يجب أن يتراوح عمره بين التسع و12 سنة). يتم التنافس بينها، حيث يتم اختبار الآباء في ألعاب تتطلب الشجاعة، القوة، المهارات، السرعة والمعرفة في الأمور العامة وفيما يتعلق بأولادهم. المسابقة مؤلفة من خمسة جولات، الفريق الذي يجتازها كلها قد يحصل على جائزة المسابقة. الجولات وقواعدها وألعابها هي كتالي:

### الجولة الأولى: أبي الأقوى
في هذه الجولة أربع طاولات خشبية، أربعة صناديق زجاجية تحت كل واحدة ميزان إضافة إلى أربعة مطارق. مهمة الآباء تكمن في تحطيم الطاولات بالمطارق ثم أخذ القطع ووضها بداخل الصندوق الزجاجي. يفوز الفريق الحاصل على الوزن الأكبر. أما الحاصل على أخف وزن يخسر 15 ثانية من وقته بالجولة التالية.
هناك لعبة أخرى تدعى الحلزون، وهي مؤلفة من أربعة حلقات تدور بسرعات مختلفة وفوقها يمر شريط معلق عليه أطواق. على الأب الوقوف على الحلقات وألتقاط أكبر عدد ممكن من الأطواق وأعطائها لأبنه خلال مدة قدرها دقيقتين.

### الجولة الثانية: أبي الأسرع
طالع الشجرة: مهمة الأب هي تسلق الشجرة وجمع البيض الموجود في عشوش ورميها لأبنه في الأسفل الذي يجمعها بداخل سلة يحماها، ثم ينقل البيضات للعش الكبير.
النيشان: مهمة الأب هنا هي أعطاء أبنه المعلق على حبل كبير سهما ودفعة بقوة حتى النيشان لكي يلصق السهم عليه. النيشان هو دائرة كبيرة بداخلها خمسة دوائر، يصغر حجمها بالتتالي وعلى وكل واحدة عدد معين من النقاط. مكان إلصاق السهم هو الذي يحدد عدد نقاط الفريق.
الفريق الحاصل على أدنى مجموع يخرج من المسابقة.

### الجولة الثالثة: أبي الأذكى
هنا مسابقة معلومات عامة يجيب الآباء فيها على مجموعة من الأسئلة مرفقة بأربعة أحتمالات، لكن الأبن هو الذي يقوم بالضغط على الزر الأحمر الموجود أمامهما لكي يجيب أبوه. إذا كان الجواب خاطئ، ينتقل الدور للفريقان الآخران. الفريقان الحاصلان على ثلاث إجابات صحيحة ينتقلان للجولة ما قبل الأخيرة. أما الحاصل على أقل إجابات يخرج من المسابقة.

### الجولة الرابعة: أبي الأشجع
لعبة المدفع: بهذه اللعبة أب يقف خلف المدفع والثاني امامه. الذي يقوم بعملية القصف الكرات مهمته كسر أكبر عدد ممكن من ألواحزجاج النوافذ الثلاثة الموجودة أمامه والذي عليها عدد من النقاط قد يحصل عليها بكسر هذه الألواح. أما الثاني، مهتمه منع كسر هذه الألواح من خلال ردع الضربات باستخدام مضرب ومقلاة. بعد انتخاء الجولة الذي مدتها دقيقتين، يتم نبادل الأدوار بن الآباء.
الفريق الحاصل على أكبر مجموع ينتقل للجولة النهائية والثاني يغادر المسابقة.

### الجولة الخامسة والنهائية: أبي يعرفني أكثر
بهذه الجولة تطرح على الأب أسئلة تتعلق بأمور تخص أبنه أو بنته. الجولة تتألف من خمسة أسئلة قيمة كل سؤال 10.000 ج.م.. إذا أستطاع الأب الإجابة على كل الأسئلة تخرج العائلة من المسابقة ومعها الجائزة الكبرى البالغ قدرها 50.000 جنيه مصري.